# Akira Kurosawa
Akira Kurosawa (japonsky: 黒澤 明, Kurosawa Akira, 23. března 1910 Óta, Tokio – 6. září 1998 Setagaja, Tokio) byl jeden z nejvýznamnějších japonských i světových filmových režisérů a scenáristů. Jeho snímek Rašómon se stal překvapivým vítězem Zlatého lva na filmovém festivalu v Benátkách roku 1951 a získal i Oscara za nejlepší zahraniční film. Úspěch tohoto filmu otevřel západní filmové trhy nejen jemu, ale i celé generaci japonských tvůrců. Jeho nejznámějším dílem se stal film Sedm samurajů z roku 1954. Za režii Tří zločinců ve skryté pevnosti získal v roce 1959 v Benátkách Stříbrného lva za nejlepší režii. V roce 1975 získal druhého Oscara za nejlepší zahraniční film, a to za snímek Děrsu Uzala. V roce 1990 převzal Oscara za celoživotní přínos světové kinematografii. Posmrtně byl CNN jmenován „Asiatem století“ v kategorii „Umění, literatura a kultura“.

## Život

### Mládí a začátky filmování
Narodil se 23. března 1910 v Tokiu jako nejmladší ze sedmi dětí (osmé zemřelo). Matka Šima pocházela z obchodnické rodiny, otec Isamu ze samurajského rodu a byl původně voják. Později působil jako trenér bojových umění a učitel na vojenské škole a ředitel střední školy. Své děti vedl ke sportu a často s nimi navštěvoval filmová představení. První film viděl Akira v šesti letech. Ve škole měl Akira nejraději kreslení a kaligrafii, nesnášel ale povinnou vojenskou přípravu. Později byl zproštěn vojenské služby pro celkovou slabost a potíže se zády. Měl velice blízký vztah ke svému staršímu bratrovi Heigovi, který se živil čtením komentářů k zahraničním filmům. Po zemětřesení v roce 1923 vzal Heigo třináctiletého Akiru, aby si prohlédl zkázu. Když chtěl mladší bratr odvrátit zrak od mrtvol lidí a zvířat, Heigo mu to zakázal a přiměl ho, aby se postavil svému odporu a strachu hledět na nepříjemné. Někteří vykladači Kurosawova dílo v tom později viděli základ Kurosawovy režisérské odvahy zobrazovat nepříjemnou realitu.
V roce 1927 se po skončení střední školy zapsal na výtvarnou školu Dóšúša, kde se vyučovalo malířství evropského stylu. Během studií si přivydělával kreslením ilustrací do časopisů, jeho plátna byla dvakrát přijata na výstavy. Zpočátku inklinoval k marxistické levici, v letech 1929–32 byl členem Ligy proletářských umělců Japonska. Později se mu radikálním levicovým názorů vzdálil, i když jeho pohled na společnost a sociální rozdíly zůstal kritický. V roce 1933 jeho psychické rozpoložení poznamenala sebevražda staršího bratra Heiga a komplikovaný vztah s otcem.
Po osmi letech nejisté existence svobodného umělce se Kurosawa rozhodl, že si najde stálé zaměstnání. V roce 1936 se přihlásil do konkurzu filmové společnosti Toho (původně P.C.L.), která hledala asistenty režie. Mezi stovkami uchazečů uspěl, porotce ohromil svými znalostmi v oblasti umění i jasnými představami o směřování japonského filmu. Oslovila je i jeho ironie. Do eseje, který měl vypracovat na téma "jak napravit základní nedostatky japonského filmu" kupříkladu uvedl, že jsou-li nedostatky základní, napravit nejdou. Začal pracovat jako asistent režie, ale práce se mu zpočátku nelíbila a uvažoval o odchodu. Teprve ve štábu režiséra Kadžira Jamamota se jeho vztah k filmovému umění změnil a projevil se jeho talent. Z 24 filmů, na nichž Kurosawa pracoval jako asistent režie, 17 točil právě Jamamoto. Ten mu také doporučil, aby zkusil psát scénáře. V roce 1941 byl podle jeho scénáře natočen film Uma (Koně), v němž samostatně režíroval některé scény. Později byl autorem či spoluautorem většiny scénářů svých filmů.

### Samostatná režijní práce
Svůj první vlastní film Sanširó Sugata (Velká legenda Judo) natočil Kurosawa v roce 1943. Následovala řada dalších snímků s náměty historickými i aktuálními. Mezi nimi vyniká Opilý anděl (1948), při kterém poprvé spolupracoval s hecem Toširó Mifunem a skladatelem Fumio Hajasakou. Hudbě ve filmu přikládal velkou důležitost a považoval ji za rovnocennou složku, která zvyšuje působivost scén. S oblibou používal klasickou hudbu (Beethowen, Chopin, Musorgskij, Schubert, Ravel), ale také dobové populární skladby. Dlouhodobě nacházel inspiraci v ruské literatuře a také v dílech japonských klasiků (Rjúnosuke Akutagawa). Výtvarnou složku ovlivnil jeho obdiv k Cézannovi a Van Goghovi i japonským malířům (Taiga, Tessai, Jorozu).
V roce 1945 se Kurosawa oženil s herečkou Jóko Jaguči (vlastním jménem Kijo Kató) a prožil s ní čtyřicet let až do její smrti v roce 1985. Měli spolu syna Hisao (1945) a dceru Kazuko (1954), kteří se později podíleli na některých jeho filmech. Syn jako producent a dcera jako kostýmní návrhářka.

### Mezinárodní úspěch
Přelomovým filmem Kurosawovy kariéry se stal Rašómon (1950), snímek s výrazným humanistickým vyzněním. Získal Zlatého lva na filmovém Festivalu v Benátkách v roce 1951 a stal se světovou senzací. V Americe obdržel čestné ocenění pro nejlepší zahraniční film. Měl větší úspěch v zahraničí než doma v Japonsku. Sám Kurosawa ho příliš vysoce nehodnotil. Přispěl však k vzájemnému poznání japonské a západní kinematografie. Kurosawa začal patřit mezi nejuznávanější japonské režiséry a jeho vrcholné tvůrčí období trvalo až do počátku 60. let.
Během něho natočil několik filmů podle svých oblíbených ruských spisovatelů F. M. Dostojevského (Idiot , 1951) a Maxima Gorkého (Na dně, 1957). Ve stejném roce režíroval film na motivy Shakespearova Macbetha pod názvem Krvavý trůn, který byl zasazen do japonského prostředí. V roce 1952 natočil Kurosawa svůj nejlepší film o morální síle a charakteru obyčejných lidí s názvem Žít (Ikiru). Filmů s podobným společensky angažovaným námětem natočil ještě řadu, mezi nejlepší patří Rudovous (1964), který je posledním z jeho vrcholného období.
Mezi jeho nejznámější filmy se řadí snímky, v nichž nově zpracoval klasické japonské náměty (Sedm samurajů, Tři zločinci ve skryté pevnosti, Ochránce, Odvážní mužové). Odborníci pokládají za jeho nejlepší film Sedm samurajů (1954) s akčními scénami a bitevními záběry, které dotvářejí námět boje rolníků s pomocí samurajů proti nepřátelským nájezdníkům. V pozdějších letech bylo podle těchto snímků natočeno několik remaků v Americe (Sedm statečných 1960 a 2016, Pro hrst dolarů 1964) i v Japonsku (Sanširó Sugata 1955 a 1965, Toulavý pes 1973).
Při natáčení svých filmů se Kurosawa často dostával do konfliktů s producenty a filmovými společnostmi, kteří mu vytýkali nedodržování rozpočtů. V roce 1959 měl již dostatečný kapitál na to, aby založil vlastní produkční firmu. To mu poskytlo větší nezávislost a tvůrčí svobodu. Vznikly komerčně úspěšné filmy Ochránce (Jodžinbó, 1961), Odvážní mužové (Sandžuró,1962) a Nebe a peklo (High and Low ,1963) podle románu Eda Mc Baina.

### Krizové období
Od poloviny šedesátých let už se Kurosawovi nedařilo držet krok s novou generací filmových tvůrců. Prožíval osobní i tvůrčí krizi. Po natočení Rudovouse se rozešel s představitelem hlavní role Toširó Mifunem, který předtím hrál v šestnácti jeho filmech. V roce 1966 skončila Kurosawova exkluzivní smlouva s filmovou společností Toho a chtěl využít nabídky k filmování v zahraničí. Americká produkce po řadě konfliktů odmítla jeho účast na válečném velkofilmu Tora! Tora! Tora! a vyvolala pochybnosti o jeho duševním stavu a schopnosti pracovat. Film Dodeskaden z roku 1970, který natočil ve vlastní produkci po návratu do Japonska, u diváků propadl. O rok později se neúspěšně pokusil o sebevraždu. Do roku 1993 natočil ještě šest celovečerních filmů, ale ztratil vůdčí pozici mezi japonskými režiséry.
V letech 1972–1975 točil v sovětské koprodukci film Děrzu Uzala podle zápisků ruského cestovatele a spisovatele Vladimira Klavdijeviče Arseňjeva. Nabídka na zpracování oblíbeného námětu, o kterém uvažoval již dlouho, mu pomohla překonat krizové období. Film z prostředí sibiřské tajgy získal hlavní cenu na Mezinárodním filmovém festivalu v Moskvě v roce 1975 a v následujícím roce byl Americkou filmovou akademií vyhlášen nejlepším zahraničním filmem.

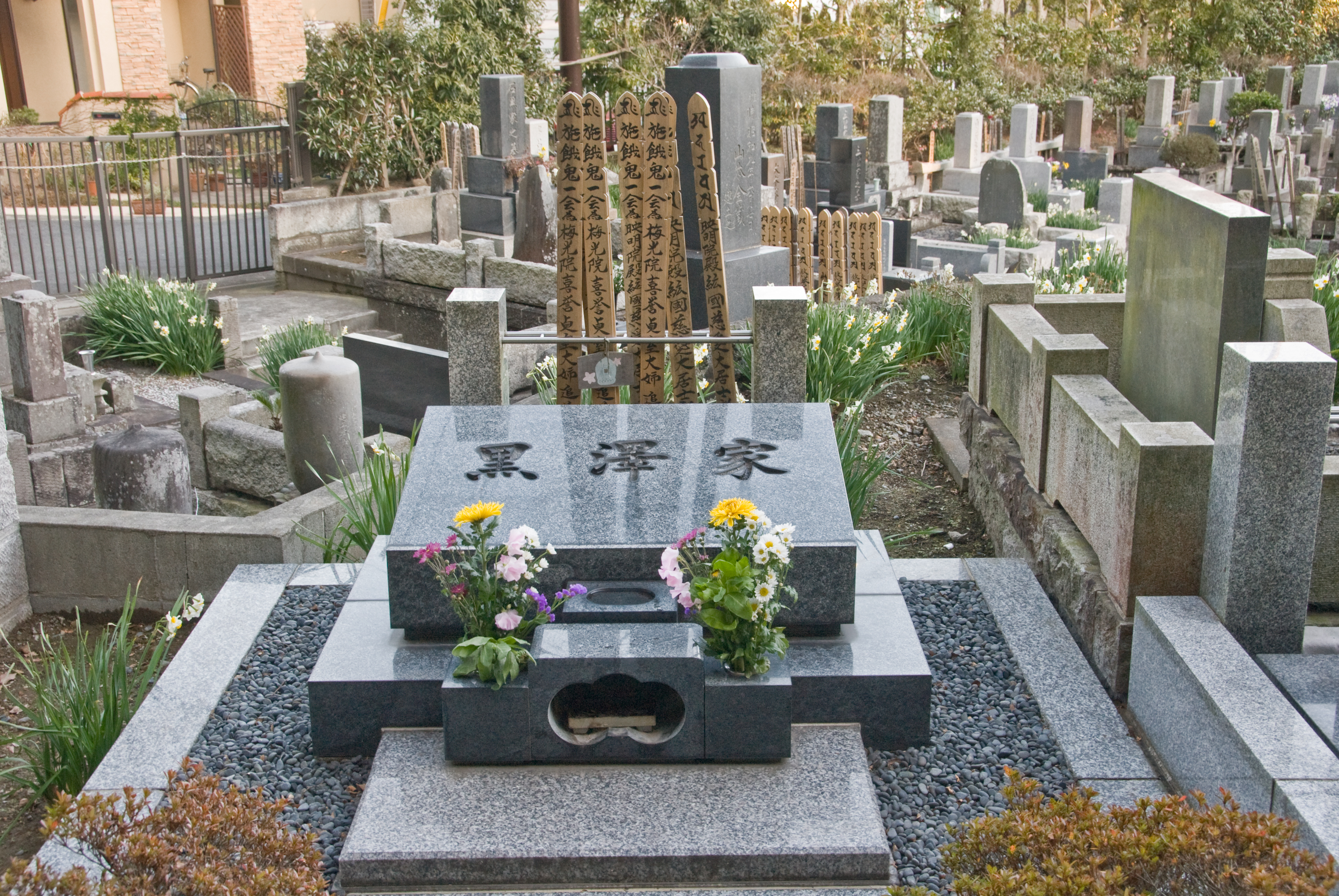
Hrob Akiry Kurosawy a jeho rodiny v Kamakuře

### Poslední etapa života
V 80. a 90. letech patřil Kurosawa mezi idoly nové generace amerických režisérů (Spielberg, Lucas, Coppola, Scorsese) a s jejich přispěním mu byly svěřeny režie filmů jako Kagemuša (1980), Ran (1985), Sny (1990) nebo Srpnová rapsodie (1991). V roce 1986 byl jmenován členem britského filmového institutu a v roce 1990 získal Oscara za celoživotní přínos kinematografii. V posledním období svého života pracoval na dvou scénářích k filmům, které však už nemohl natočit. Po jeho smrti byly podle nich realizovány filmy After the Rain (1999) a The Sea Is Watching (2002).
V roce 1995 utrpěl úraz páteře při pádu a byl zbytek života odkázán na invalidní vozík. Akira Kurosawa zemřel 6. září 1998 doma v Tokiu na následky mrtvice ve věku 83 let. Pohřbu se zúčastnilo více než 30 000 lidí.
V anketách filmových odborníků a časopisů se trvale umisťuje mezi nejlepšími filmovými tvůrci všech dob.

## Filmová tvorba

### Počátky
První Kurosawovy filmy vznikaly v době druhé světové války. Z nich nejvýše hodnocený je film Velká legenda Judo. Ani ten ale není příliš známý a ve stínu režisérova pozdějšího díla se zdá být poměrně bezvýznamným. Navíc jsou některé z nich (Nejkrásnější) točeny na státní zakázku a mají tak oslavit Japonsko válčící po boku nacistického Německa.

### Sociálně laděné filmy ze současnosti
Podstatně významnější filmy začal točit Kurosawa po válce. Zobrazují situaci tehdejšího poválečného Japonska a jsou značně sociálně kritické. Všímají si situace těch nejchudších, zobrazují bídu obyčejných lidí, často se zabývají otázkou hranice, za níž je člověk ochoten porušit psaná i nepsaná pravidla. Jsou také velmi kritické vůči korupci, především korupci nejrůznějších úředníků. Kladou si též otázky po kořenech sociální nespravedlnosti a také po kořenech bezohledného, krutého či naopak správného a čestného jednání. V roce 1948 tak vzniká film Opilý anděl, za značných problémů s cenzory. V roce 1949 pak film s kriminální zápletkou Toulavý pes. Ačkoli už v roce 1950 přichází Kurosawa s žánrem, který jej proslavil nejvíce, totiž s historickým filmem, sociálněkritická témata ze současnosti se v jeho díle objevují i dále. To je případ dramatu, v němž se hlavní hrdina snaží smysluplně vyrovnat s faktem, že mu zbývá pouze půl roku života: Žít (1952), příběhu strachu člověka, který prodělal svržení atomové pumy: Žiji ve strachu (1955), značně tragický příběh člověka, který se rozhodl vzdorovat neprůhledné a bezohledné moci mamutích korporací: Zlý chlap spí dobře (1960), i detektivky Nebe a peklo (1963).
Už v prvních filmech překvapuje Kurosawa nejen samotnou režií, silnými náměty, prostředím filmů, hereckými výkony, ale také fascinující kamerou. Prakticky každý Kurosawův film znovu překvapí lyrikou dlouhých záběrů, scén, v nichž se zdánlivě nic neděje, ale které mají velikou psychologickou hloubku, a v nichž probíhá nenápadné a tiché drama. To je rys, který ještě umocnil nástup širokoúhlého filmu zvýrazňujícího vizuální sílu Kurosawových snímků. Na faktu fascinujících záběrů nic nemění ani to, že režisérovy nejslavnější filmy jsou natočeny černobíle. Nebarevný materiál snad ještě zesiluje sílu zachyceného obrazu. Dokonce působí dojmem, že každý jednotlivý záběr vystřižený z filmového pásu by obstál i jako mistrovská fotografie.

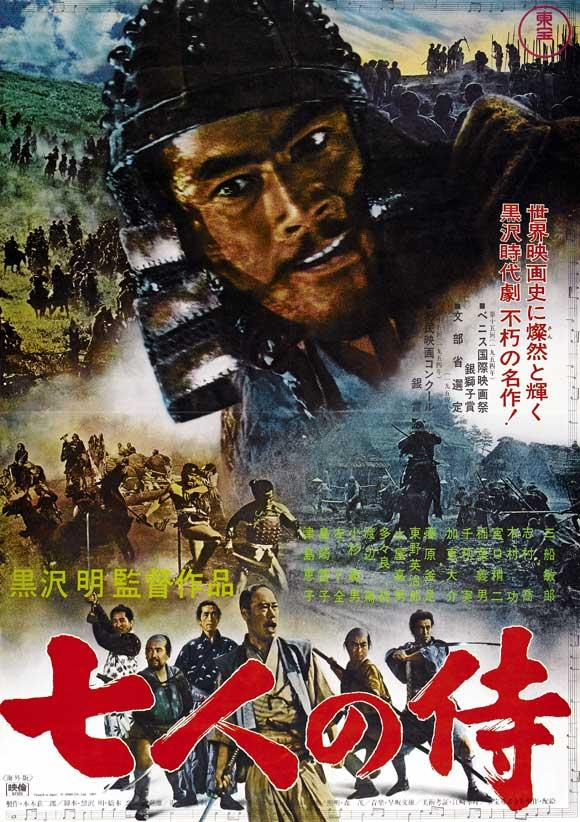
plakát k filmu Sedm samurajů

### Historické filmy
V roce 1945 natočil Kurosawa historický film Lidé, kteří šlapou tygrovi na ocas, ale ten byl zakázán japonskou cenzurou pro zobrazování feudálních hodnot. Byl představen japonské veřejnosti až v roce 1952. Prvním Kurosawovým historickým filmem, který byl představen nejen japonské (1950), ale i západní veřejnosti (1951) je Rašómon. Ten je složen ze čtyř vyprávění stejného příběhu různými lidmi. Zároveň je i prvním filmem, který obdržel mezinárodní ocenění. V roce 1951 následuje filmová adaptace Dostojevského románu Idiot. Jak je ovšem u Kurosawy běžné, převedl režisér tuto evropskou látku do japonských reálií – Idiot (1951).
V roce 1954 pak Kurosawa vytvořil své opus magnum, dílo ověnčené mnoha superlativy, legendární film Sedm samurajů. Kurosawa v něm složil hold především samurajskému stavu. Není proto bez zajímavosti, že on sám pocházel ze starého samurajského rodu. Ačkoli film trvá plných 207 minut a je tak i mezi Kurosawovými díly extrémně dlouhým, lze zároveň říci, že v něm není slabých a zbytečných míst. I po více než padesáti letech od doby vzniku tento film diváky fascinuje a strhává. Podle tohoto filmu byla mimochodem později natočena americká verze příběhu, která přejala dokonce i původní název Kurosawova díla, totiž: Sedm statečných. Tato verze téměř doslovně přejímá děj, ale přitom se zcela míjí s Kurosawovou poetikou a působí tak spíše jako nepovedený plagiát.[zdroj?]
Adaptací Shakespearova dramatu Macbeth je v roce 1957 natočený Krvavý trůn. V roce 1958 pak režisér točí pro změnu historickou komedii Tři zločinci ve skryté pevnosti (V Česku vyšla na DVD pod anglickým názvem The Hidden Fortress). V roce 1961 pak Kurosawa ve filmu Tělesná stráž neboli Jódžinbó vytvořil zcela nového hrdinu. Navíc se nechtě podílel na vzniku filmu Pro hrst dolarů (Pro pár dolarů) (režie Sergio Leone), který je výborným remakem Tělesné stráže a zároveň stojí na počátku éry tzv. spaghetti-westernu (Pro pár dolarů navíc, Hodný, zlý a ošklivý, Tenkrát na Západě). Volným pokračováním filmu Jodžinbó jsou v roce 1962 natočení Odvážní mužové neboli Sandžúró.
Nového filmařského vrcholu se pak Kurosawa dotkl roku 1965 filmem Rudovous v němž se vlastně spojuje historický film s předchozím výrazně sociálním vyzněním. Kurosawa zde totiž opouští samurajské téma a zaměřuje se na prokreslení psychologické hloubky člověka. Zajímá ho zde především zranění, která si lidé nesou svým životem, a která výrazně ovlivňují jeho nynější život. I tento film, podobně jako Sedm samurajů, stále překvapuje svou nadčasovostí.

### Barevné filmy
V roce 1970 natočil Kurosawa svůj první barevný film, Dodeskaden (v Česku na DVD vyšlo jako Dode's-ka den). Kurosawa se v něm opět vrací do poválečného Japonska a opět si všímá lidí na samém okraji společnosti. Komerční úspěch filmu bohužel nebyl takový, jaký režisér očekával, což se výrazně projevilo i na četnosti filmů po roce 1970. Až v roce 1975 natočil v koprodukci se SSSR film Děrsu Uzala, v roce 1980 historický velkofilm Kagemuša, v roce 1984 opět historický film Ran, v němž zpracoval Shakespearovo drama Král Lear.
Posledními třemi filmy jsou v roce 1990 natočené sugestivní Sny Akiry Kurosawy, 1991 Srpnová rapsodie, 1993 Madadayo.

## Filmografie
Některé Kurosawovy filmy na DVD distribuované i u nás mají zvukovou stopu jen v japonském originále a české titulky. Pravděpodobně pro některé rané Kurosawovy filmy nejsou dostupné ani české titulky. Filmy, u kterých je dostupný český dabing: Ran (vydal HCE v roce 2002 na DVD i na VHS), Kagemuša (vydal Guild Home Video v roce 1992 na VHS) a možná další.
| rok  | český název (český přepis z japonštiny nebo český překlad) | anglický název                              | japonský název     | český přepis                |
| ---- | ---------------------------------------------------------- | ------------------------------------------- | ------------------ | --------------------------- |
| 1943 | Velká legenda Judo                                         | Sanshiro Sugata aka Judo Saga               | 姿三四郎           | Sugata Sanširó              |
| 1944 | Nejkrásnější                                               | The Most Beautiful                          | 一番美しく         | Ičiban ucukušiku            |
| 1945 | (Velká legenda Judo 2)                                     | Sanshiro Sugata Part II aka Judo Saga 2     | 續姿三四郎         | Zoku Sugata Sanširó         |
| 1945 | (Lidé, kteří šlapou tygrovi na ocas)                       | The Men Who Tread On the Tiger's Tail       | 虎の尾を踏む男達   | Tora no o o fumu otokotači  |
| 1946 | (Nelitujeme svého mládí)                                   | No Regrets for Our Youth                    | わが青春に悔なし   | Waga seišun ni kuinaši      |
| 1946 | (Krásná neděle)                                            | One Wonderful Sunday                        | 素晴らしき日曜日   | Subarašiki ničijóbi         |
| 1948 | Opilý anděl                                                | Drunken Angel                               | 酔いどれ天使       | Joidore tenši               |
| 1949 | Mlčenlivý souboj                                           | The Quiet Duel                              | 静かなる決闘       | Šizukanaru ketto            |
| 1949 | Toulavý pes                                                | Stray Dog                                   | 野良犬             | Nora inu                    |
| 1950 | Skandál                                                    | Scandal                                     | 醜聞               | Šubun                       |
| 1950 | Rašómon                                                    | Rashomon                                    | 羅生門             | Rašómon                     |
| 1951 | Idiot                                                      | The Idiot                                   | 白痴               | Hakuči                      |
| 1952 | Žít                                                        | Ikiru aka To Live                           | 生きる             | Ikiru                       |
| 1954 | Sedm samurajů                                              | Seven Samurai                               | 七人の侍           | Šičinin no samurai          |
| 1955 | Žiji ve strachu                                            | Record of a Living Being aka I Live in Fear | 生きものの記録     | Ikimono no kiroku           |
| 1957 | Krvavý trůn                                                | Throne of Blood aka Spider Web Castle       | 蜘蛛巣城           | Kumonosudžó                 |
| 1957 | Na dně                                                     | The Lower Depths                            | どん底             | Donzoko                     |
| 1958 | Tři zločinci ve skryté pevnosti (The Hidden Fortress)      | The Hidden Fortress                         | 隠し砦の三悪人     | Kakuši toride no san akunin |
| 1960 | Zlý chlap spí dobře                                        | The Bad Sleep Well                          | 悪い奴ほどよく眠る | Warui jacu hodo joku nemuru |
| 1961 | Tělesná stráž (Jódžinbó)                                   | Yojimbo aka The Bodyguard                   | 用心棒             | Jódžinbó                    |
| 1962 | Odvážní mužové (Sandžúró)                                  | Sanjuro                                     | 椿三十郎           | Cubaki Sandžúró             |
| 1963 | Nebe a peklo                                               | High and Low aka Heaven and Hell            | 天国と地獄         | Tengoku to džigoku          |
| 1965 | Rudovous                                                   | Red Beard                                   | 赤ひげ             | Akahige                     |
| 1970 | Dodeskaden (Dode's-ka den)                                 | Dodeskaden                                  | どですかでん       | Dodeskaden                  |
| 1975 | Děrsu Uzala                                                | Dersu Uzala                                 | rusky: Дерсу Узала | Děrsu Uzala                 |
| 1980 | Kagemuša                                                   | Kagemusha                                   | 影武者             | Kagemuša                    |
| 1985 | Ran                                                        | Ran                                         | 乱                 | Ran                         |
| 1990 | Sny Akiry Kurosawy                                         | Dreams aka Akira Kurosawa's Dreams          | 夢                 | Jume                        |
| 1991 | Srpnová rapsodie (Hači gacu no šigeki)                     | Rhapsody in August                          | 八月の狂詩曲       | Hačigacu no kjóšikjoku      |
| 1993 | Madadayo                                                   | Madadayo aka Not Yet                        | まあだだよ         | Mádadajo                    |